# Мужская сборная ветеранов Гонконга по кёрлингу
Мужская сборная ветеранов Гонконга по кёрлингу — национальная мужская сборная команда, составленная из игроков возраста 50 лет и старше. Представляет Гонконг на международных соревнованиях по кёрлингу. Управляющей организацией выступает Ассоциация кёрлинга Гонконга (англ. Hong Kong Curling Association).

## Результаты выступлений

### Чемпионаты мира
| Год     | Место                                           | И                                               | В                                               | П                                               | Состав (скипы выделены шрифтом)                 | Состав (скипы выделены шрифтом)                 | Состав (скипы выделены шрифтом)                 | Состав (скипы выделены шрифтом)                 | Состав (скипы выделены шрифтом)                 | Состав (скипы выделены шрифтом)                 |                                                 |
| Год     | Место                                           | И                                               | В                                               | П                                               | четвёртый                                       | третий                                          | второй                                          | первый                                          | запасной                                        | тренер                                          |                                                 |
| ------- | ----------------------------------------------- | ----------------------------------------------- | ----------------------------------------------- | ----------------------------------------------- | ----------------------------------------------- | ----------------------------------------------- | ----------------------------------------------- | ----------------------------------------------- | ----------------------------------------------- | ----------------------------------------------- | ----------------------------------------------- |
| 2002—17 | не участвовали                                  | не участвовали                                  | не участвовали                                  | не участвовали                                  | не участвовали                                  | не участвовали                                  | не участвовали                                  | не участвовали                                  | не участвовали                                  | не участвовали                                  | не участвовали                                  |
| 2018    | 24                                              | 6                                               | 1                                               | 5                                               | Peter Chun Ngok Wong                            | David Russell Loan                              | Jamie Chua                                      | Shek Chong John Li                              |                                                 | Hans Nyman                                      |                                                 |
| 2019    | 19                                              | 6                                               | 2                                               | 4                                               | Peter Chun Ngok Wong                            | Randy KinOn Cheung                              | John Li                                         | Alan Luk                                        |                                                 | Антон Батугин                                   |                                                 |
| 2020—21 | чемпионат не проводился из-за пандемии COVID-19 | чемпионат не проводился из-за пандемии COVID-19 | чемпионат не проводился из-за пандемии COVID-19 | чемпионат не проводился из-за пандемии COVID-19 | чемпионат не проводился из-за пандемии COVID-19 | чемпионат не проводился из-за пандемии COVID-19 | чемпионат не проводился из-за пандемии COVID-19 | чемпионат не проводился из-за пандемии COVID-19 | чемпионат не проводился из-за пандемии COVID-19 | чемпионат не проводился из-за пандемии COVID-19 | чемпионат не проводился из-за пандемии COVID-19 |
| 2022    | не участвовали                                  | не участвовали                                  | не участвовали                                  | не участвовали                                  | не участвовали                                  | не участвовали                                  | не участвовали                                  | не участвовали                                  | не участвовали                                  | не участвовали                                  | не участвовали                                  |
| 2023    | 24                                              | 7                                               | 1                                               | 6                                               | Wong Chun Ngok                                  | Shek Chong John Li                              | Lai Chor Alan Luk                               | Chung Hon Keung                                 | Fok Wai Hung                                    |                                                 |                                                 |
| 2024    | 23                                              | 5                                               | 0                                               | 5                                               | Chun Ngok Wong                                  | Shek Chong John Li                              | Lai Chor Alan Luk                               | Hon Keung Chung                                 |                                                 | Ching Han Antonia Yiu                           |                                                 |

(данные с сайта результатов и статистики ВФК: )